# Чемпионат мира по гандболу среди мужчин 1954
II чемпионат мира по гандболу среди мужчин проходил в Швеции с 13 по 17 января 1954 года. Игры проводились в Гётеборге, Йёнчёпинге, Кристианстаде, Лунде, Мальмё, Векшё и Эребру. В чемпионате участвовало 6 стран. Победу отпраздновали хозяева турнира — сборная Швеции.

## Предварительный раунд
| Группа A     | И | Г3-ГП | О |
| ------------ | - | ----- | - |
| Швеция       | 2 | 39-22 | 4 |
| Чехословакия | 2 | 32-36 | 2 |
| Дания        | 2 | 21-34 | 0 |

| Матч                  | Результат |
| --------------------- | --------- |
| Швеция — Дания        | 16-8      |
| Чехословакия — Дания  | 18-13     |
| Швеция — Чехословакия | 23-14     |

| Группа B  | И | Г3-ГП | О |
| --------- | - | ----- | - |
| ФРГ       | 2 | 47-13 | 4 |
| Швейцария | 2 | 20-31 | 1 |
| Франция   | 2 | 15-38 | 1 |

| Матч                | Результат |
| ------------------- | --------- |
| ФРГ — Франция       | 27-4      |
| Франция — Швейцария | 11-11     |
| ФРГ — Швейцария     | 20-9      |

## Финальный раунд
| Матч                     | Результат |
| ------------------------ | --------- |
| За 5 место               |           |
| Дания — Франция          | 23-11     |
| За 3 место               |           |
| Чехословакия — Швейцария | 24-11     |
| Финал                    |           |
| Швеция — ФРГ             | 17-14     |

## Итоговое положение команд
|   | Швеция       |
|   | ФРГ          |
|   | Чехословакия |
| 4 | Швейцария    |
| 5 | Дания        |
| 6 | Франция      |

## Победитель
| Чемпионат мира по гандболу среди мужчин 1954 |
| Чемпион                                      |
| -------------------------------------------- |
| Швеция Первый титул                          |